# Tomoki Wada
Tomoki Wada (født 30. oktober 1994) er en japansk professionel fodboldspiller.
Han har spillet for flere forskellige klubber i sin karriere, herunder Vissel Kobe.